# Az év vasútállomása
Az Allianz pro Schiene nonprofit szervezet 2004 óta évente kiválasztja Németország két legjobb vasútállomását két kategóriában: a Großstadtbahnhof csoportba azok a városi állomások tartoznak, ahol a város lakossága 100 ezer vagy több. A Kleinstadtbahnhof kategóriába az ennél kisebb állomások kerülnek. 2012 óta egy újabb kategóriában is, a Sonderpreis Tourismus kategóriában is győztest hirdetnek.

## Az év vasútállomásainak listája
| Év   | Großstadtbahnhof | Kép | Kleinstadtbahnhof  | Kép                 | Sonderpreis Tourismus | Kép |
| ---- | ---------------- | --- | ------------------ | ------------------- | --------------------- | --- |
| 2004 | Hannover Hbf     |     | Lübben (Spreewald) | Bahnhof Lübben 1909 | -                     |     |
| 2005 | Mannheim Hbf     |     | Weimar             |                     | -                     |     |
| 2006 | Hamburg Dammtor  |     | Oberstdorf         |                     | -                     |     |
| 2007 | Berlin Hbf       |     | Landsberg (Lech)   |                     | -                     |     |
| 2008 | Karlsruhe Hbf    |     | Schwerin Hbf       |                     | -                     |     |
| 2009 | Erfurt Hbf       |     | Uelzen             |                     | -                     |     |
| 2010 | Darmstadt Hbf    |     | Baden-Baden        |                     | -                     |     |
| 2011 | Leipzig Hbf      |     | Halberstadt        |                     | -                     |     |
| 2012 | Bréma Hbf        |     | Aschaffenburg Hbf  |                     | Bad Schandau          |     |
| 2013 | Göttingen        |     | Oberursel (Taunus) |                     | Murnau                |     |
| 2014 | Dresden Hbf      |     | Hünfeld            |                     | -                     |     |

## Lásd még
- FLUX – goldener Verkehrsknoten
- Schönster Bahnhof Österreichs